# Dekanat kampinoski
Dekanat kampinoski – jeden z 25 dekanatów rzymskokatolickich archidiecezji warszawskiej wchodzącej w skład metropolii warszawskiej. Dziekanem dekanatu jest ks. dziekan Dariusz Kosk, proboszcz parafii Świętej Małgorzaty w Łomiankach. W skład dekanatu wchodzi 11 parafii:
- Parafia bł. Marceliny Darowskiej w Łomiankach
- Parafia św. Małgorzaty DM w Łomiankach
- Parafia św. Marka Ewangelisty w Łomiankach
- Matki Bożej Królowej Rodzin w Dziekanowie Leśnym
- Matki Bożej Królowej Polski w Cząstkowie Mazowieckim
- Nawiedzenia Najświętszej Maryi Panny w Górkach Kampinoskich
- Matki Bożej Szkaplerznej w Kazuniu
- św. Mikołaja Biskupa w Łomnej
- Niepokalanego Serca Najświętszej Maryi Panny w Wierszach
- Narodzenia Najświętszej Maryi Panny w Nowinach
- św. Małgorzaty DM w Leoncinie